# Zamach w Las Vegas (2014)
Zamach w Las Vegas – zamach, do którego doszło 8 czerwca 2014 roku w Las Vegas w amerykańskim stanie Nevada gdy dwóch sprawców zaatakowało policjantów oraz klientów kilku lokali, w tym restauracji oraz supermarketu Walmart, w wyniku czego zginęły 3 osoby oraz sprawcy. Motywem zamachu były anarchistyczne i anty-rządowe poglądy sprawców. Wśród ofiar ataku było 2 policjantów oraz uzbrojony cywil, który próbował powstrzymać napastników.

## Przebieg
Zamach wydarzył się ok. godz. 11:22 gdy małżeństwo, Jerad i Amanda Millerowie, weszli do lokalu CiCi's Pizza gdzie znajdowało się 2 funkcjonariuszy policji Igor Soldo i Alyn Beck. Jerad Miller nagle gwałtownie wyjął broń i strzelił Soldo w skroń, a Beckowi w gardło i klatkę piersiową, po czym razem z Amandą oddał serię strzałów z przyłożenia w ciężko rannych policjantów, dobijając ich. 31-letni Soldo i 41-letni Beck zginęli na miejscu, a sprawcy bezpośrednio po ich egzekucji uciekli z restauracji (odjechali w stronę Walmartu, gdzie kontynuowali zamach). Na miejsce pierwszego zamachu przybyli policjanci, którzy znaleźli na miejscu wywieszone flagi Gadsdena oraz flagi III Rzeszy, a także kartkę z napisem To jest początek rewolucji na ciele Becka. Według relacji świadków Jerad i Amanda podczas ataku krzyczeli, że to co się dzieje jest początkiem rewolucji.
Zamachowcy następnie zbiegli do pobliskiego Walmartu gdzie zauważył ich uzbrojony cywil, 31-letni Joseph Wilcox, który próbował ich zatrzymać, oddając strzały w stronę Jerada, ale w tym momencie został zastrzelony przez Amandę, która go okrążyła. Chwilę później na miejsce przybyły siły policyjne, a wówczas napastnicy zabarykadowali się w sklepie, barykadując się i rzucając w policjantów różnymi przedmiotami. Ostatecznie, około południa, policjanci przełamali się przez blokadę napastników i zastrzelili Jerada, podczas gdy Amanda Miller popełniła samobójstwo.

## Sprawcy
Sprawcami ataku byli 31-letni Jerad Miller i 22-letnia Amanda Miller. Jerad był w przeszłości wielokrotnie karany za pobicia osób, z którymi wchodził w nieporozumienia. Z poznaną rok wcześniej Amandą Miller ożenił się w 2012. Osoby, które go znały opisywały go jako osobę wierzącą w teorie spiskowe, chodzącą w wojskowych ubraniach i wyrażającą nienawistne opinie w stosunku do rządu federalnego i prezydenta Baracka Obamy. W internecie zamieszczał filmy z brutalnych interwencji policji, a także posty zawierające odniesienia do teorii spiskowych i o treści antyrządowej.
Amanda Miller nie miała wcześniej żadnej kryminalnej przeszłości. Poznała Jareda Millera w 2011 roku, a rok później pobrali się.
Obaj sprawcy mieli skrajnie anarchistyczne poglądy i sprzeciwiali się ingerowaniu w życie osobiste obywateli przez rząd federalny USA. Jerad i Amanda ponadto wyrażali poparcie dla ruchu naśladowców Columbine oraz ideologii białej supremacji – według ich sąsiada mówili, że chcą wstąpić do anarchistycznej milicji, wychwalali pomysł segregacji rasowej i grozili popełnieniem następnego Columbine, wychwalając nastolatków zabijających swoich prześladowców w szkołach. Podczas zamachu sprawcy wywiesili w zaatakowanym lokalu flagi Gadsdena (kojarzone z anarchistycznym libertarianizmem i późniejszym alt-rightem) oraz flagę nazistowską.

## Reakcje
Sekretarz zasobów wewnętrznych Sally Jewell skomentowała zdarzenie następnego dnia, odnosząc się do jego ekstremistycznego charakteru, ujawniając, że sprawcy już wcześniej angażowali się w akcje nieposłuszeństwa obywatelskiego, co było związane z ich poglądami. Kondolencje złożyli m.in.: burmistrz Las Vegas Carolyn Goodman i gubernator Nevady Brian Sandoval. Kondolencje przesłały także w swoich oświadczeniach spółki CiCi's Pizza i Walmart, których restauracja i sklep zostały zaatakowane przez sprawców.
Szeryf policji w Las Vegas, Doug Gillespie, określił zastrzelonego cywila Josepha Wilcoxa jako bohatera, który próbował chronić inne osoby przed terrorystami.